# FK Polimlje Prijepolje
Fudbalski Klub Polimlje Prijepolje (serb.: Фудбалски Клуб Полимље Пријепоље) – serbski klub piłkarski z siedzibą w Prijepolju (w okręgu zlatiborskim). Został utworzony w 1926 roku. Obecnie występuje w Zonskiej lidze (4. poziom serbskich rozgrywek piłkarskich), w grupie Zapadno-moravska.

## Historia
Klub powstał w 1926 roku. W czasach Federalnej Republiki Jugosławii najwyższym poziomem rozgrywek piłkarskich w których "FK Polimlje" występował to rozgrywki Drugiej ligi SR Јugoslavije, gdzie klub występował 2 sezony: 1996/97 i 1997/98. 

## Stadion
Klub rozgrywa swoje mecze domowe na stadionie Stadion FK Polimlje w Prijepolju, który może pomieścić 4.500 widzów.

## Sezony
| Sezon                          | Liga                                | Poziom | Miejsce |
| Federalna Republika Jugosławii |                                     |        |         |
| 1998/99                        | Srpska liga (Grupa Morava)          | III    | 18      |
| 1999/00                        | Srpska liga (Grupa Morava)          | III    | 19      |
| 2000/01                        | Zonska liga (Moravička zona)        | IV     | ?       |
| 2001/02                        | Zonska liga (Moravička zona)        | IV     | ?       |
| 2002/03                        | Zonska liga (Moravička zona)        | IV     | 4       |
| Serbia i Czarnogóra            |                                     |        |         |
| 2003/04                        | Zonska liga (Moravička zona)        | IV     | 11      |
| 2004/05                        | Zonska liga (Moravička zona)        | IV     | 6       |
| 2005/06                        | Zonska liga (Moravička zona)        | IV     | 3       |
| Serbia                         |                                     |        |         |
| 2006/07                        | Zonska liga (Moravička zona)        | IV     | 10      |
| 2007/08                        | Zlatiborski okrug                   | V      | ?       |
| 2008/09                        | Zlatiborski okrug                   | V      | 1       |
| 2009/10                        | Zonska liga (Zona Drina)            | IV     | 12      |
| 2010/11                        | Zonska liga (Zona Drina)            | IV     | 6       |
| 2011/12                        | Zonska liga (Zona Drina)            | IV     | 16      |
| 2012/13                        | Zlatiborska okružna liga            | V      | 2       |
| 2013/14                        | Zonska liga (Zona Drina)            | IV     | 5       |
| 2014/15                        | Zonska liga (Zona Drina)            | IV     | 7       |
| 2015/16                        | Zonska liga (Zona Drina)            | IV     | 11      |
| 2016/17                        | Zonska liga (Zona Drina)            | IV     | 7       |
| 2017/18                        | Zonska liga (Zona Drina)            | IV     | 2       |
| 2018/19                        | Zonska liga (Zona Zapadno-moravska) | IV     | 7       |
| 2019/20                        | Zonska liga (Zona Zapadno-moravska) | IV     | 14 *    |
| 2020/21                        | Zonska liga (Zona Zapadno-moravska) | IV     | ?       |

 * Z powodu sytuacji epidemicznej związanej z koronawirusem COVID-19 rozgrywki sezonu 2019/2020 zostały zakończone po rozegraniu 16 kolejek.

## Sukcesy
- 8. miejsce Drugiej ligi SR Јugoslavije – Grupa Zapad (1x): 1997.
- 1996 - awans do Drugiej ligi SR Јugoslavije.
- mistrzostwo Zlatiborskiego okrugu (V liga) (1x): 2009 (awans do Zonskiej ligi).
- wicemistrzostwo Zonskiej ligi – Grupa Drina (IV liga) (1x): 2018.
- wicemistrzostwo Zlatiborskiej okružnej ligi (V liga) (1x): 2013 (awans do Zonskiej ligi).